# High Halden
High Halden es una parroquia civil y un pueblo del distrito de Ashford, en el condado de Kent (Inglaterra).

## Geografía
Según la Oficina Nacional de Estadística británica, High Halden tiene una superficie de 15,18 km².

## Demografía
Según el censo de 2001, High Halden tenía 1463 habitantes (49,56% varones, 50,44% mujeres) y una densidad de población de 96,38 hab/km². El 20,64% eran menores de 16 años, el 73% tenían entre 16 y 74 y el 6,36% eran mayores de 74. La media de edad era de 39,87 años. Del total de habitantes con 16 o más años, el 23% estaban solteros, el 62,96% casados y el 14,04% divorciados o viudos.
El 95,76% de los habitantes eran originarios del Reino Unido. El resto de países europeos englobaban al 1,5% de la población, mientras que el 2,73% había nacido en cualquier otro lugar. Según su grupo étnico, el 99,18% eran blancos, el 0,2% mestizos, el 0,41% negros y el 0,2% chinos. El cristianismo era profesado por el 80,52%, el budismo por el 0,21%, el judaísmo por el 0,27%, el islam por el 0,34% y cualquier otra religión, salvo el hinduismo y el sijismo, por el 0,75%. El 12,51% no eran religiosos y el 5,4% no marcaron ninguna opción en el censo.
735 habitantes eran económicamente activos, 707 de ellos (96,19%) empleados y 28 (3,81%) desempleados. Había 568 hogares con residentes, 17 vacíos y 5 eran alojamientos vacacionales o segundas residencias.